# Henry Gerber
Henry Gerber, geboren als Josef Heinrich Dittmar (* 29. Juni 1892 in Passau; † 31. Dezember 1972 in Chicago) war ein deutschamerikanischer Homosexuellen-Aktivist. Er war der Begründer der ersten US-amerikanischen Homosexuellenrechtsorganisation. 

## Leben
Gerber wurde als Josef Heinrich Dittmar in Passau geboren. Als 21-Jähriger emigrierte er im Jahr 1913 in die USA und nannte sich von da an Henry Gerber. 
1917 wurde er kurzzeitig als homosexuell in einer Nervenklinik untergebracht. Mit Kriegseintritt der USA in den Ersten Weltkrieg wurde er vor die Wahl gestellt, entweder in die Armee einzutreten oder als feindlicher Ausländer eingesperrt zu werden. Er entschied sich für die U.S. Army und war im Rahmen der Alliierten Rheinlandbesetzung mehrere Jahre in Koblenz stationiert. Zu dieser Zeit nahm er Kontakt auf zum 1919 gegründeten Bund für Menschenrecht, abonnierte eine der homosexuellen Zeitschriften der Zeit und reiste wiederholt nach Berlin, dem Zentrum der zeitgenössischen Homosexuellenbewegung.
Nach seiner Rückkehr in die USA arbeitete er für den U.S. Postal Service. Im Jahr 1924 gründete er in Chicago die Society for Human Rights (SHR), die erste Organisation der Vereinigten Staaten für die Rechte Homosexueller. Anders als die deutschen Organisationen konnte sie aber kaum Unterstützer gewinnen, auch ihre Zeitschrift, die nur zweimal 1924/1925 erschienene Friendship and Freedom fand kaum Abnehmer.
Durch die Denunziation der Ehefrau des Vizepräsidenten der SHR wurde 1925 sein Appartement in Begleitung eines Reporters polizeilich durchsucht. Zwar wurde Gerber im anschließenden Gerichtsverfahren nicht verurteilt, verlor aber seine Stellung sowie seine Ersparnisse und alle Dokumente der SHR und der Friendship and Freedom wurden durch die Polizei zerstört.
Gerber war durch die fortdauernde mangelnde Unterstützung anderer Homosexueller schwer enttäuscht. Er zog nach New York City, wo er sein Wirken in geringerem Umfang weiter fortsetzte. So veröffentlichte er 1928 und 1929 Beiträge in der deutschen Homosexuellenzeitschrift Blätter für Menschenrecht, leitete von 1930 bis 1939 einen Briefbund, ab 1934 einen Newsletter und schrieb für eine Freidenkerzeitschrift namens Chanticleer über Homosexualität. Zwischen 1939 und 1957 korrespondierte er mit anderen Homosexuellen über die Möglichkeiten einer neuen Organisation und verfasste zahlreiche Leserbriefe in Zeitschriften. In den 1950er Jahren stand er regelmäßig, wenngleich lose in Kontakt mit dem New Yorker Ableger der Mattachine Society und dem Magazin von ONE.
Durch sein Wirken beeinflusste er wichtige Protagonisten der amerikanischen Homophilenbewegung wie Harry Hay, Jim Kepner, Tony Segura, Donna Smith, Fred Frisbie und Manuel Boyfrank. Gerber wurde posthum für seine Beiträge zur LGBT-Bewegung geehrt.